# Kleine vale vleerhond
De kleine vale vleerhond (Scotophilus borbonicus)  is een zoogdier uit de familie van de gladneuzen (Vespertilionidae). De wetenschappelijke naam van de soort werd voor het eerst geldig gepubliceerd door É. Geoffroy in 1803.

## Voorkomen
De soort komt voor in Madagaskar en Réunion.